# Karoline von Schlotheim
Karoline von Schlotheim (Kassel, 6 luglio 1766 – Kassel, 7 gennaio 1847) fu la principale delle amanti del principe elettore Guglielmo I d'Assia-Kassel, al quale diede tredici figli illegittimi.

## Biografia
Karoline era figlia del generale Heinrich Christian Wilhelm von Schlotheim e di sua moglie, Friederike Most. Il suo rapporto con quello che poi sarebbe divenuto il suo amante ufficiale, l'allora langravio Guglielmo IX d'Assia-Kassel, iniziò in maniera burrascosa: il principe tedesco, che l'aveva conosciuta ad un evento a corte, se ne era perdutamente innamorato e, pur essendo sposato e con figli, decise di farla rapire contro la sua volontà. La giovane ragazza, a cui l'idea di divenire un'amante non era mai piaciuta, riuscì a fuggire a casa dei suoi genitori. Questi, non appena seppero dell'accaduto, anziché proteggerla come ci si sarebbe aspettati, si prodigarono per riportarla dal langravio, avendo compreso l'enorme ruolo che ella avrebbe potuto avere nel cuore e sulle finanze del principe tedesco. Infatti Karoline ebbe da subito una notevole influenza, anche politica, su Guglielmo IX e contribuì notevolmente allo sviluppo del principato oltre che alla fortuna della sua famiglia. Guglielmo aveva infatti di recente ripudiato la sua precedente amante, Rosa Dorothea Ritter. L'elettore ammirava così tanto Karoline che per lei fece costruire il Löwenburg. Quando Guglielmo venne costretto all'esilio dall'avanzata di Napoleone Bonaparte nei suoi territori, Karoline von Schlotheim lo seguì fedelmente e visse stabilmente con lui a Itzehoe tra il 1807 ed il 1808.
Il 14 maggio 1788, con decreto imperiale, venne elevata al rango di contessa del Sacro Romano Impero "per antica e riconosciuta nobiltà", anche se le pressioni di Guglielmo d'Assia-Kassel in questo caso ebbero una notevole influenza. Il 2 maggio 1811, cambiò il proprio predicato in "contessa di Hessenstein", titolo che ricevettero poi anche i loro figli annessi al cognome, dal nome del possedimento omonimo (attuale Gut Panker) che le venne assegnato sempre dal principe elettore.

## Figli
Dall'unione con Guglielmo IX d'Assia-Kassel, Karoline ebbe i seguenti eredi:
- Wilhelm Friedrich von Hessenstein (1789–1790)
- Wilhelm Karl von Hessenstein (1790–1867), canonico a Minden, Halberstadt e Cammin, secolarizzato, divenne consigliere reale del Meclemburgo-Schwerin e sposò la contessa Angelika von der Osten-Sacken
- Ferdinand von Hessenstein (1791–1794)
- Karoline von Hessenstein (1792–1797)
- Auguste von Hessenstein (1793–1795)
- Ludwig Karl von Hessenstein (1794–1857), ciambellano del re di Prussia, sposò nel 1818 la contessa Auguste Wilhelmine von Pückler-Groditz
- Friederike von Hessenstein (1795–1855), sposò Wilhelm von Steuber
- Wilhelm Ludwig von Hessenstein (1800–1836), ciambellano d'Assia, sposò in prime nozze Luise von dem Bussche-Hünnefeld, in seconde nozze Karoline Wolff von Gudenberg
- Friedrich Ludwig von Hessenstein (1803–1805)
- Karoline von Hessenstein (1804–1891), sposò nel 1822 Carl von Stenglin
- un/una figlio/a (?-?)
- un/una figlio/a (?-?)
- un figlio (1807-?)